# Занкович, Валентин Павлович
Валентин Павлович Занкович (род. 5 июня 1937 г., Прилуки, Минский район, Минская область) — советский и белорусский архитектор, скульптор, лауреат Ленинской премии (1970), премии Ленинского комсомола Беларуси (1967). Заслуженный деятель искусств Республики Беларусь (2023).

## Биография
Родился в Минске в семье учителей. Окончил Белорусский политехнический институт в 1959 году Белорусский театрально-художественный институт в 1976 году. С 1960 к 1970 года работал в проектном институте «Минскпроект».

## Творчество
Основные работы: мемориальные комплексы «Катюша» (в соавт., 1967) в Орше, «Хатынь» (в соавт., 1968), «Брестская крепость-герой» (в соавт., 1973), монументально-декоративная композиция «Бег» на стадионе «Динамо» (1980), «Зима» на проспекте Победителей (1982) в Минске, «Работа» (1987), бюсты Я. Купала, Я. Коласа (1981), станковые композиции «Толкай ядро» (1983), «Город-герой борется», «Спартак», «Ева» (все 1985), «Немига» (1993), «Зевс», «Лето» (оба 1995) «Осень», «Зима», «Весна» (1996), памятники «Минск — город-герой» (в соавт., 1985), «Партизанам Полесья» в Пинске (в соавт., 2002), «Беларусь партизанская» (2005) в Минске, памятник пограничникам в Брестской крепости (2011).